# Jump (bài hát của Blackpink)
"Jump" (tiếng Hàn: 뛰어; Romaja quốc ngữ: Ttwieo) là một bài hát của nhóm nhạc nữ Hàn Quốc Blackpink. Bài hát được YG Entertainment phát hành vào ngày 11 tháng 7 năm 2025 và được phân phối bởi Orchard. Bài hát đã lọt vào top 10 tại Đức và Lithuania.

## Biểu đồ xếp hạng
| Biểu đồ (2025)                         | Vị trí cao nhất |
| -------------------------------------- | --------------- |
| Argentina (Argentina Hot 100)          | 42              |
| Australia (ARIA)                       | 12              |
| Áo (Ö3 Austria Top 40)                 | 6               |
| Bolivia (Billboard)                    | 25              |
| Brasil (Brasil Hot 100)                | 12              |
| Canada (Canadian Hot 100)              | 19              |
| Chile (Billboard)                      | 14              |
| Cộng hòa Séc (Singles Digitál Top 100) | 6               |
| France (SNEP)                          | 21              |
| Đức (GfK)                              | 8               |
| Thế giới Global 200 (Billboard)        | 1               |
| Guatemala Anglo (Monitor Latino)       | 8               |
| Honduras Anglo (Monitor Latino)        | 3               |
| Hong Kong (Billboard)                  | 2               |
| Indonesia (IFPI)                       | 2               |
| Ireland (IRMA)                         | 18              |
| Italy (FIMI)                           | 54              |
| Japan (Japan Hot 100)                  | 38              |
| Japan Digital Singles (Oricon)         | 13              |
| Latvia Streaming (LaIPA)               | 3               |
| Lithuania (AGATA)                      | 6               |
| Luxembourg (Billboard)                 | 4               |
| Malaysia (IFPI)                        | 1               |
| Middle East and North Africa (IFPI)    | 6               |
| Hà Lan (Single Top 100)                | 25              |
| New Zealand (Recorded Music NZ)        | 13              |
| Norway (IFPI Norge)                    | 62              |
| Peru (Billboard)                       | 5               |
| Philippines (IFPI)                     | 5               |
| Singapore (RIAS)                       | 1               |
| Slovakia (Singles Digitál Top 100)     | 11              |
| South Korea (Circle)                   | 41              |
| Spain (PROMUSICAE)                     | 37              |
| Sweden (Sverigetopplistan)             | 44              |
| Thụy Sĩ (Schweizer Hitparade)          | 6               |
| Taiwan (Billboard)                     | 1               |
| Thailand (IFPI)                        | 1               |
| Anh Quốc (OCC)                         | 18              |
| Anh Quốc Indie (OCC)                   | 2               |
| Hoa Kỳ Billboard Hot 100               | 28              |
| Hoa Kỳ Pop Airplay (Billboard)         | 39              |
| Vietnam (IFPI)                         | 1               |
| Vietnam (Vietnam Hot 100)              | 1               |